# London City SC
El London City SC es un equipo de fútbol de Canadá que juega en la Canadian Soccer League.

## Historia
Fue fundado el 14 de febrero del año 1973 en la ciudad de London y es uno de los equipos más viejos de la Canadian Soccer League, aunque su único título es el de copa en el año 2003 y una final en el año 2005.

## Palmarés
- Open Canada Cup: 1

2003
- - Finalista: 1

2005

## Entrenadores
| Año       | Entrenador        |
| --------- | ----------------- |
| 1997      | Steve Roney       |
| 1998      | Harry Gauss       |
| 1999      | Tony Laferrara    |
| 2000      | Harry Gauss       |
| 2001–2002 | Jurek Gebczynski  |
| 2003-2006 | Harry Gauss       |
| 2007      | Sean Gauss        |
| 2008      | Eddie Edgar       |
| 2008-2009 | Sean Gauss        |
| 2009-2010 | Andrew Loague     |
| 2010-2011 | Luka Shaqiri      |
| 2012      | Stanislav Zvezdić |
| 2012      | Nenad Begović     |
| 2013-2014 | Tomo Dancetović   |
| 2015      | Josip Džale       |
| 2016-     | Jasmin Halkić     |

## Jugadores

### Jugadores destacados
- William Etchu Tabi (2012)
- Haidar Al-Shaïbani (2003–06) - Portero del Año en la CSL - 2005
- Nick Bontis (1996)
- Jamie Dodds (2012)
- Milan Janikic (2012)
- Milos Janikic (2012)
- Paul Munster (2004) - Goleador de la CSL (25 goles) - 2004
- Nenad Begović (2012–13)
- Ranko Golijanin (2012)
- Dalibor Mitrović (2012)
- Nenad Nikolić (2012)
- Boban Stojanović (2012)